# Подлядичи (Мозырский район)
Подлядичи (бел. Падлядзічы) — деревня в Махновичском сельсовете Мозырского района Гомельской области Республики Беларусь.

## География

### Расположение
В 46 км на юго-запад от Мозыря, 25 км от железнодорожной станции Ельск (на линии Калинковичи — Овруч).

### Гидрография
На востоке и западе мелиоративные каналы.

## Транспортная сеть
Транспортные связи по просёлочной, затем автодороге Лельчицы — Мозырь. Планировка состоит из короткой широтной улицы, к которой с юга присоединяется чуть изогнутая улица.

## История
По письменным источникам известна с начала XX века как село в Мелешковичской волости Мозырского уезда Минской губернии. На 1920-е годы приходится наиболее активная застройка деревни. В 1932 году жители вступили в колхоз. Во время Великой Отечественной войны в июле 1943 года оккупанты полностью сожгли деревню и убили 3 жителей. 16 жителей погибли на фронте. Согласно переписи 1959 года в составе колхоза «Луч Октября» (центр — деревня Махновичи).

## Население

### Численность
- 2004 год — 16 хозяйств, 36 жителей.

### Динамика
- 1908 год — 1 двор, 4 жителя.
- 1940 год — 35 дворов, 158 жителей.
- 1959 год — 88 жителей (согласно переписи).
- 2004 год — 16 хозяйств, 36 жителей.